# Tramea stenoloba
Tramea stenoloba är en trollsländeart som först beskrevs av Watson 1962.  Tramea stenoloba ingår i släktet Tramea och familjen segeltrollsländor. Inga underarter finns listade i Catalogue of Life.